# Lista de vencedores da Copa Libertadores da América ou Liga dos Campeões da UEFA e da Copa do Mundo FIFA no mesmo ano
Este artigo traz uma Lista de futebolistas que se sagraram campeões da Copa Libertadores ou Liga dos Campeões da UEFA e da Copa do Mundo FIFA no mesmo ano.
A Liga dos Campeões da UEFA é o mais prestigiado torneio interclubes, enquanto a Copa Libertadores é a principal disputa continental de clubes fora da Europa. Os campeões de cada qual enfrentavam-se em tira-teima, na Copa Intercontinental (1960 a 2004), torneio embrião da Copa do Mundo de Clubes da FIFA.
A Copa do Mundo FIFA é o maior torneio de futebol do planeta e postulante ao principal evento esportivo, com sua final ocorrendo cerca de 1 mês e meio depois da final europeia e, em regra, antes da final sul-americana.
A Copa do Mundo FIFA é disputada desde 1930. A Liga dos Campeões começou a ser disputada em 1955, de forma que os dois torneios coincidiram pela primeira vez em 1958. A Copa Libertadores, por sua vez, começou a ser disputada em 1960, havendo a concomitância estreado em 1962.
Ao todo, 21 jogadores foram campeões continentais por clube (principal copa continental) e da Copa do Mundo FIFA (de seleções) no mesmo ano.

## Copa do Mundo e Liga dos campeões da UEFA
Onze jogadores lograram a Champions League UEFA e a Copa do Mundo FIFA no mesmo ano, sendo os sete primeiros, alemães, em 1974, e o último, o francês Raphaël Varane, em 2018, numa sequência de quatro jogadores não espanhóis do Real Madrid, cada um em uma copa diferente (1998, 2002, 2014 e 2018). Roberto Carlos é o único sul-americano dentre estes.
Em 1974, coincidiu pela primeira vez das instituições vencedoras – Bayern de Munique e Alemanha – das respectivas competições serem compatriotas, fato não repetido desde então em relação ao certame europeu.

## Copa do Mundo e Copa Libertadores
Quanto ao paralelo com a disputa sul-americana, houve ganhadores das duas taças em duas oportunidades: em 1962, sete brasileiros, atuantes por Brasil e Santos, e em 1986, três argentinos, atuantes por Argentina e River Plate. Os dez jogadores formam o seleto grupo de "campeões de tudo em uma mesma temporada", nos termos do jornal argentino Clarín, uma vez que também venceram a Copa Intercontinental e o respectivo campeonato nacional referente ao mesmo ano. Cabe citar que nenhum dos vencedores da Copa Libertadores de 1978, pelo Boca Juniors, estiveram na Copa de 1978, vencida pela Argentina.

## Copa do Mundo e Copa Intercontinental/Copa do Mundo de Clubes FIFA
Dos vinte e um aqui nomeados, os sete do Bayern de Munique são os únicos que não foram campeões mundiais por clube e seleção no mesmo ano, já que a equipe desistiu de disputar a Copa Intercontinental de 1974, dando vaga ao Atlético de Madrid.
Além destes quatorze, dois outros jogadores foram campeões do mundo por clube e seleção no mesmo ano: Ronaldo Nazário, em 2002: Copa do Mundo, pelo Brasil, em junho, Copa Intercontinental, pelo Real Madrid, em dezembro; e Toni Kroos, em 2014: Copa do Mundo, pela Alemanha, em julho, Copa do Mundo de Clubes, pelo Real Madrid, em dezembro. Ambos não integraram o plantel ganhador da Liga dos Campeões que garantiu acesso ao certame mundial.

## Futebolistas
Todos os 21 participaram de sua respectiva final na competição de clubes; ausentes na final da Copa do Mundo, porém: Coutinho, Pelé, Pepe e Mengálvio (1962); Jupp Kapellmann (1974); e Sami Khedira (2014). Sublinhado, os presentes em ambas finais (15).
| Jogadores          | Clube          | Final (continental)   | Seleção   | Final (CM FIFA)     | Tempo                 |
| ------------------ | -------------- | --------------------- | --------- | ------------------- | --------------------- |
| Gilmar             | Santos         | 30 de agosto de 1962  | Brasil    | 17 de junho de 1962 | 2 m. e 13 d (74 d)    |
| Zito               | Santos         | 30 de agosto de 1962  | Brasil    | 17 de junho de 1962 | 2 m. e 13 d (74 d)    |
| Mauro Ramos        | Santos         | 30 de agosto de 1962  | Brasil    | 17 de junho de 1962 | 2 m. e 13 d (74 d)    |
| Coutinho           | Santos         | 30 de agosto de 1962  | Brasil    | 17 de junho de 1962 | 2 m. e 13 d (74 d)    |
| Pelé               | Santos         | 30 de agosto de 1962  | Brasil    | 17 de junho de 1962 | 2 m. e 13 d (74 d)    |
| Pepe               | Santos         | 30 de agosto de 1962  | Brasil    | 17 de junho de 1962 | 2 m. e 13 d (74 d)    |
| Mengálvio          | Santos         | 30 de agosto de 1962  | Brasil    | 17 de junho de 1962 | 2 m. e 13 d (74 d)    |
| Sepp Maier         | Bayern München | 17 de maio de 1974    | Alemanha  | 7 de julho de 1974  | 1 m. e 20 d (51 d)    |
| Franz Beckenbauer  | Bayern München | 17 de maio de 1974    | Alemanha  | 7 de julho de 1974  | 1 m. e 20 d (51 d)    |
| Schwarzenbeck      | Bayern München | 17 de maio de 1974    | Alemanha  | 7 de julho de 1974  | 1 m. e 20 d (51 d)    |
| Paul Breitner      | Bayern München | 17 de maio de 1974    | Alemanha  | 7 de julho de 1974  | 1 m. e 20 d (51 d)    |
| Uli Hoeneß         | Bayern München | 17 de maio de 1974    | Alemanha  | 7 de julho de 1974  | 1 m. e 20 d (51 d)    |
| Gerd Müller        | Bayern München | 17 de maio de 1974    | Alemanha  | 7 de julho de 1974  | 1 m. e 20 d (51 d)    |
| Jupp Kapellmann    | Bayern München | 17 de maio de 1974    | Alemanha  | 7 de julho de 1974  | 1 m. e 20 d (51 d)    |
| Héctor Enrique     | River Plate    | 29 de outubro de 1986 | Argentina | 29 de junho de 1986 | 4 m. (122 d)          |
| Nery Pumpido       | River Plate    | 29 de outubro de 1986 | Argentina | 29 de junho de 1986 | 4 m. (122 d)          |
| Oscar Ruggeri      | River Plate    | 29 de outubro de 1986 | Argentina | 29 de junho de 1986 | 4 m. (122 d)          |
| Christian Karembeu | Real Madrid    | 20 de maio de 1998    | França    | 12 de julho de 1998 | 1 m. e 22 dias (53 d) |
| Roberto Carlos     | Real Madrid    | 15 de maio de 2002    | Brasil    | 30 de julho de 2002 | 2 m. e 15 dias (76 d) |
| Sami Khedira       | Real Madrid    | 24 de maio de 2014    | Alemanha  | 13 de julho de 2014 | 1 m. e 19 d (50 d)    |
| Raphaël Varane     | Real Madrid    | 26 de maio de 2018    | França    | 15 de julho de 2018 | 1 m. e 19 d (50 d)    |

| Outras conquistas na mesma temporada                               | Outras conquistas na mesma temporada                                       | Outras conquistas na mesma temporada                                    |
| Em sublinhado, presentes na final do título mundial de clubes (11) | Em sublinhado, presentes na final do título mundial de clubes (11)         | Em sublinhado, presentes na final do título mundial de clubes (11)      |
| Jogador                                                            | Conquistas                                                                 | Data do único ou último jogo                                            |
| ------------------------------------------------------------------ | -------------------------------------------------------------------------- | ----------------------------------------------------------------------- |
| Gilmar                                                             | - Copa Intercontinental - Campeonato Brasileiro (62) - Campeonato Paulista | - 11 de outubro de 1962 - 2 de abril de 1963 - 15 de dezembro de 1962   |
| Zito                                                               | - Copa Intercontinental - Campeonato Brasileiro (62) - Campeonato Paulista | - 11 de outubro de 1962 - 2 de abril de 1963 - 15 de dezembro de 1962   |
| Mauro Ramos                                                        | - Copa Intercontinental - Campeonato Brasileiro (62) - Campeonato Paulista | - 11 de outubro de 1962 - 2 de abril de 1963 - 15 de dezembro de 1962   |
| Coutinho                                                           | - Copa Intercontinental - Campeonato Brasileiro (62) - Campeonato Paulista | - 11 de outubro de 1962 - 2 de abril de 1963 - 15 de dezembro de 1962   |
| Pelé                                                               | - Copa Intercontinental - Campeonato Brasileiro (62) - Campeonato Paulista | - 11 de outubro de 1962 - 2 de abril de 1963 - 15 de dezembro de 1962   |
| Pepe                                                               | - Copa Intercontinental - Campeonato Brasileiro (62) - Campeonato Paulista | - 11 de outubro de 1962 - 2 de abril de 1963 - 15 de dezembro de 1962   |
| Mengálvio                                                          | - Copa Intercontinental - Campeonato Brasileiro (62) - Campeonato Paulista | - 11 de outubro de 1962 - 2 de abril de 1963 - 15 de dezembro de 1962   |
| Sepp Maier                                                         | Bundesliga                                                                 | 18 de maio de 1974                                                      |
| Franz Beckenbauer                                                  | Bundesliga                                                                 | 18 de maio de 1974                                                      |
| Schwarzenbeck                                                      | Bundesliga                                                                 | 18 de maio de 1974                                                      |
| Paul Breitner                                                      | Bundesliga                                                                 | 18 de maio de 1974                                                      |
| Uli Hoeneß                                                         | Bundesliga                                                                 | 18 de maio de 1974                                                      |
| Gerd Müller                                                        | Bundesliga                                                                 | 18 de maio de 1974                                                      |
| Jupp Kapellmann                                                    | Bundesliga                                                                 | 18 de maio de 1974                                                      |
| Héctor Enrique                                                     | - Copa Intercontinental - Copa Interamericana - Campeonato Argentino       | - 14 de dezembro de 1986 - 10 de dezembro de 1986 - 20 de abril de 1986 |
| Nery Pumpido                                                       | - Copa Intercontinental - Copa Interamericana - Campeonato Argentino       | - 14 de dezembro de 1986 - 10 de dezembro de 1986 - 20 de abril de 1986 |
| Oscar Ruggeri                                                      | - Copa Intercontinental - Copa Interamericana - Campeonato Argentino       | - 14 de dezembro de 1986 - 10 de dezembro de 1986 - 20 de abril de 1986 |
| Christian Karembeu                                                 | Copa Intercontinental                                                      | 1 de dezembro de 1998                                                   |
| Roberto Carlos                                                     | Copa Intercontinental                                                      | 3 de dezembro de 2002                                                   |
| Roberto Carlos                                                     | Supercopa da UEFA                                                          | 30 de agosto de 2002                                                    |
| Sami Khedira                                                       | Mundial de Clubes                                                          | 20 de dezembro de 2014                                                  |
| Sami Khedira                                                       | Copa del Rey                                                               | 16 de abril de 2014                                                     |
| Raphaël Varane                                                     | Mundial de Clubes                                                          | 22 de dezembro de 2018                                                  |
| Raphaël Varane                                                     | Supercopa da UEFA                                                          | 15 de agosto de 2018                                                    |

- Campeões finalistas dos dois mundiais (de seleções e de clubes) e da Libertadores no mesmo ano (6): Gilmar, Zito, Mauro; Enrique, Pumpido, Ruggeri.
- Campeões finalistas dos dois mundiais (de seleções e de clubes) e da Champions no mesmo ano (2): Roberto Carlos; Varane.
- Campeões finalistas dos dois mundiais (de seleções e de clubes) no mesmo ano (10): os oito acima, Ronaldo Nazário e Toni Kroos.